# Newcastle Knights
I Newcastle Knights sono una squadra professionistica australiana di rugby a 13 con sede a Newcastle. Essi disputano il campionato d'élite dell'Australasia, la National Rugby League (NRL). Giocando in rosso e blu, i Knights si unirono alla divisione massima del campionato nel 1988, 79 anni dopo che la squadra precedente di Newcastle, i Newcastle Rebels partirono dal campionato di Sydney con la formazione di un campionato separato con base nella regione di Newcastle.
Il club vinse due premierships nella sua storia (1997 e 2001) ed è uno dei due soli club (essendo l'altro i Wests Tigers) che non perse mai una grand final in cui partecipò. Produsse anche giocatori come Paul Harragon, Robbie O'Davis, Danny Buderus ed Andrew Johns. Lo stadio di casa della squadra è il McDonald Jones Stadium.

## Storia
Una squadra di rugby a 13 di Newcastle venne formata da giocatori nella Newcastle Rugby League per giocare in vari campionati per la maggior parte del XX secolo. I Newcastle Knights entrarono nella NSWRL nel 1988 con Allan McMahon come allenatore. La città di Newcastle precedentemente fu invitata per schierare una squadra nella NSWRL per la stagione 1982, ma si rifiutò, con la preoccupazione che indebolirebbe il campionato locale di rugby a 13. I Canberra Raiders vennero ammessi al campionato del 1982 al loro posto.
La squadra fu un successo dall'inizio, divenendo una delle squadre più popolari nella sua prima stagione. Dal 1990, la squadra era abbastanza forte da entrare in un play-off per il quinto posto.
Il club vinse la sua prima competizione, il Nissan Sevens, nel 1991 e arrivò ai playoff nel 1992, dove vennero battuti dai St. George Dragons. I Knights arrivarono di nuovo alle semifinali nel 1995 quando il campionato divenne l'Australian Rugby League (ARL), e vinse la premiership di livello riserva nello stesso anno.
Il club fu fedele all'ARL quando Rupert Murdoch creò la Super League in un tentativo di vincere i diritti televisivi a pagamento per il rugby a 13. Questa decisione fu molto popolare nelle zone di Newcastle e della Regione di Hunter. News Limited formò i Hunter Mariners per competere con i Knights nell'unica e sola edizione della Super League in Australia, ma i Mariners non riuscirono ad avere l'appoggio nella zona.
Tra il 1997 e il 2003, i Knights raggiunsero le fasi finali per sette anni consecutivi. I Knights vinsero la premiership dell'Australian Rugby League nel 1997, battendo i Manly-Warringah Sea Eagles per 22–16 nella Grand Final. Il match è ricordato per il suo finale classico– Darren Albert segnando una meta appena sette minuti dalla fine. Questa vittoria alzò moltissimo il morale del distretto in seguito della chiusura del maggior impiegatore della zona, la BHP Steelworks, essendo announciata prima nello stesso anno. 70% della squadra vincente erano juniores del Newcastle. In quell'anno Robbie O'Davis vinse la Clive Churchill Medal.
Nella stagione seguente, I giocatori dei Knights Robbie O'Davis, Wayne Richards ed Adam MacDougall vennero confermati positivi per sostanze per migliorare le prestazioni; tuttavia, tutti e tre si difesero che iniziarono l'uso dopo la vittoria dei Knights nel 1997. I tre vennero sospesi, nonostante le affermazioni di O'Davis, il club non fu notificato che la sostanza era proibita fino a dopo il suo test anti-doping, e la ragione medica di MacDougall per prendere degli steroidi (il suo uso continuò dopo che la sua sospensione fu completata, ora approvata dalla NRL). Inoltre, i Knights non rinnovarono il contratto di Wayne Richards.

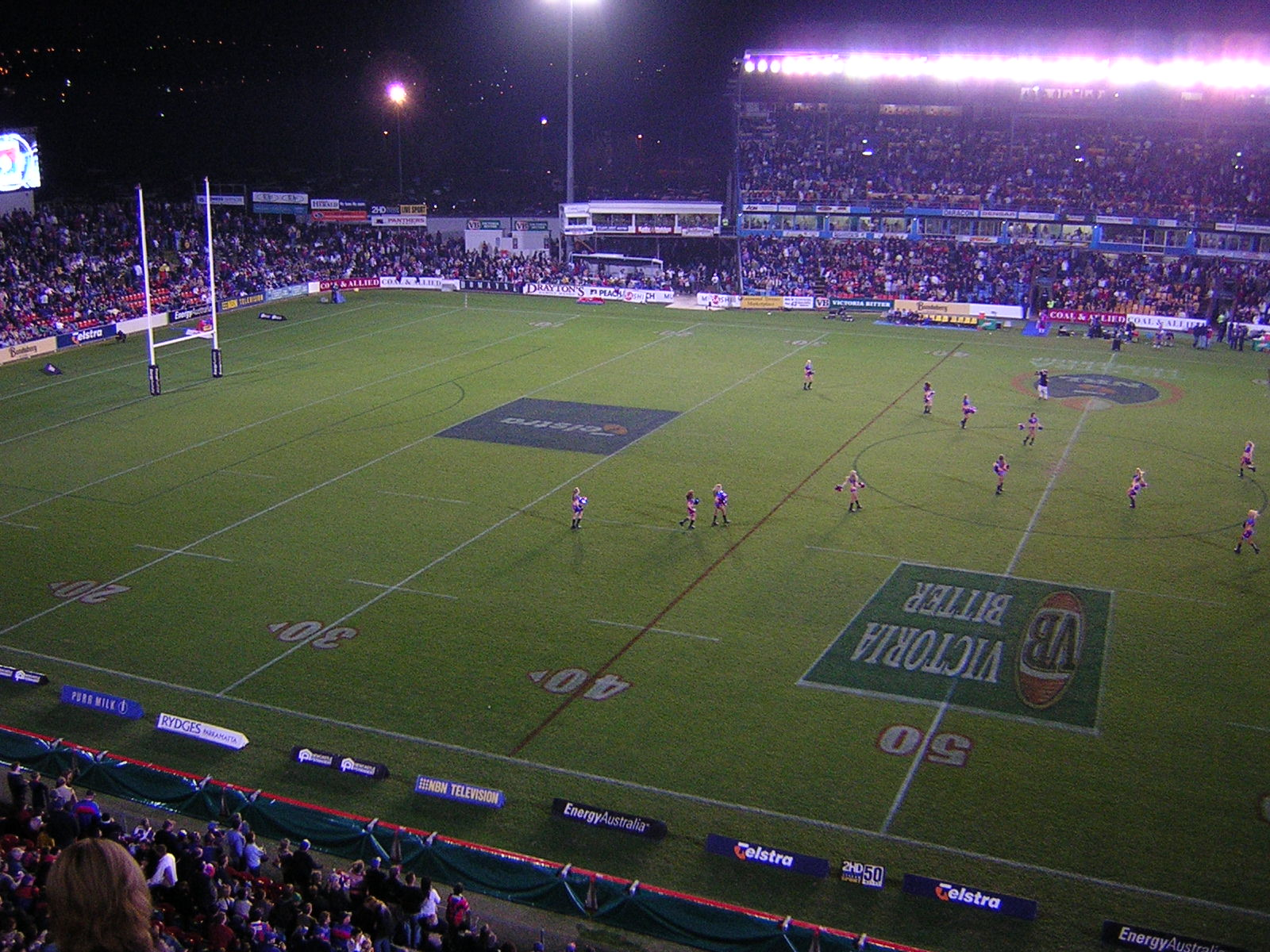
Il McDonald Jones Stadium di sera e la sua tribuna principale.

Nel 1998, i Knights finirono a pari passo sui punti in campionato con i Brisbane Broncos, ma finirono secondi in differenza punti (somma dei punti segnati meno i punti segnati contro). Nel 1999, i Knights ebbero una grande possibilità di arrivare alle giornate finali per poi perdere i loro ultimi match della stagione regolare per finire settimi, prima di essere stati eliminati una settimana dopo dal Parramatta. I Knights arrivarono terzi nel 2000, seguendo una vittoria nella Premiership della National Rugby League contro i Parramatta Eels nel 2001, con Andrew Johns vincendo la Clive Churchill Medal. Al Newcastle venne dato un pesante status di outsider, ma scioccò gli Eels con un vantaggio di 24–0 fino all'intervallo, e la vittoria di 30–24. Nel 2002, il club finì a pari passo con i New Zealand Warriors in punti del campionato, ma, ancora una volta, finirono secondi nella minor premiership dovuto ad una differenza punti inferiore.
Andrew Johns vinse la Dally M Medal come miglior giocatore nella National Rugby League due volte di seguito nel 1998 e nel 1999, e vinse senza precedenti una terza Dally M Medal nel 2002. Inoltre, Johns anche vinse la Provan-Summons Medal (il premio per il miglior giocatore dell'anno per voto popolare) quattro anni di fila dal 1998 al 2001, la miglior performance di ogni giocatore nella storia del premio.
Nel 2004, degli infortuni afflissero la squadra, con Andrew Johns e Ben Kennedy fuori per periodi di tempo estesi. Il club mancò alle fasi finali, finendo decimo nonostante forti prestazioni da parte di Matthew Gidley, Kurt Gidley e dal capitano del Nuovo Galles del Sud nello State of Origin, Danny Buderus.
Seguendo ulteriori infortuni ed una mancanza di giocatori esperienti, il club non riuscì a vincere un solo match nella prima metà della premiership 2005, perdendo 13 match consecutivi—il peggior inizio stagione per ogni club sin dagli anni 60s. Quella scia di sconfitte finalmente arrivò ad una fine con una vittoria in trasferta contro i Penrith Panthers, quando arrivarono dal 14–0 fino all'intervallo per vincere di 28–24. In un omaggio ai tifosi del club, il pubblico rimase numeroso durante la scia di sconfitte e, mentre i Knights non riuscirono ad evitare l'ultimo posto, i tifosi vennero premiati per il loro stoicismo mentre la squadra riuscì a vincere otto dei loro ultimi undici match, includendo una scia di sei vittorie terminata nella ventiseiesima giornata dai St George Illawarra Dragons.
Il 2006 fu un ottimo anno per i Novocastrians, con la squadra reclutando side recruiting il trequarti ala dell'Irlanda e della Gran Bretagna Brian Carney e l'ex giocatore dei Raiders Luke Davico, e anche il ri-ingaggio della recluta del 2005 Milton Thaiday, riuscendo a mantenere molti giocatori giovani promettenti (condotti da giocatori come Brad Tighe, Jarrod Mullen, Reegan Tanner, e Riley Brown) che arrivarono per la peggior stagione in assoluto della squadra. Il Newcastle all'ultimo finì la stagione al quarto posto, un'inversione sbalorditiva in forma, ma vennero eliminati dalle fasi finali dopo aver perso in semifinale contro i Brisbane Broncos, per 50–6.
Prima dell'inizio della stagione 2006 fu annunciato che il coach del club di lungo periodo, Michael Hagan uscirebbe dal club seguendo la stagione 2006 per iniziare un contratto di tre anni con i Parramatta Eels. Ironicamente, durante la settimana del match di apertura della stagione 2006 season- contro il Parramatta, i Knights confermarono che il coach del Parramatta Brian Smith sarebbe l'allenatore nel 2007.
Il 2007 fu un anno di tensione per il club sia in campo che fuori campo. Dopo un promettente inizio nella stagione con vittorie contro avversari come i Canterbury Bulldogs – i club e il mondo del rugby a 13 vennero sorpresi dal scioccante ritiro di Andrew Johns. L'addio del loro capitano e più influente giocatore ebbe un ovvio effetto sulla squadra, e anche se riuscirono a tenere il passo con le prime otto fino all'ultimo terzo posto della stagione, la loro stagione fu irrimediabilmente danneggiata dalla sua assenza. Oltre a questo, i Knights sopportarono il peggior tasso di infortuni nella stagione 2007 schierando 37 giocatori in prima squadra a fine stagione.
Il club lottò anche fuori campo, con la decisione di Brian Smith di esonerare giocatori come Clint Newton, Kirk Reynoldson, e Josh Perry visti con scontento dai media di Sydney media e da alcuni settori della base di tifosi di Newcastle. La diserzione di Newton's al Melbourne e le minacce di cause legali di Reynoldson al club per essersi rifiutato di farlo giocare nelle quindici partite richieste per scattare il suo quarto anno contrattuale videro la reputazione della squadra cadere in basso. Il Daily Telegraph fece fortemente campagna per le dimissioni di Smith mentre anche il proprietario della birreria Bluetongue, John Singleton minacciò di fare causa dopo che gli esoneri portarono ad una campagna pubblicitaria multimilionaria con la sua azienda essendo annullata.
Prima dell'ultima giornata della stagione 2007, Glenn Munsie di Tab Sportsbet è stato riportato nel The Daily Telegraph dicendo che i Knights erano certi di ottenere il 'cucchiaio di legno' e "non aveva senso prendere il denaro sul gong del cucchiaio di legno dato che il Newcastle sarebbe fissato fermamente alla fine della classifica alla fine del fine settimana". Nonostante queste pressioni, i Knights riuscirono ad evitare un secondo cucchiaio di legno in tre anni passando la temuta 'posata' ai Penrith Panthers con una vittoria nell'ultima giornata sui Wests Tigers.
Il 2008 fu un anno di rinascita per i Knights. Essi furono sfortunati da mancare alle fasi finali, perdendo contro i Brisbane Broncos per 24–2 nell'ultima giornata di campionato, che permise ai New Zealand Warriors (che facilmente superarono i Parramatta Eels) di arrivare ottavi.
I Knights iniziarono la stagione 2009 in maniera convincente, erano al secondo posto in classifica nella decima giornata. Durante la stagione i Knights eguagliarono la loro miglior scia di vittorie di 9 vittorie del 1995. Verso la fine della stagione, il coach Brian Smith annunciò che lascerebbe i Knights per unirsi agli agitati Sydney Roosters nel 2010 dopo la loro orribile stagione. Nelle poche settimane successive weeks l'assistente allenatore Rick Stone venne annunciato come il nuovo allenatore dei Knights. Verso la fine della season i Knights persero tre partite di fila che li mise in dubbio per le fasi finali, alle quali la squadra sembrava mirare per tutto l'anno. Essi poi ebbero un eccellente ritorno per battere i finalisti, il Parramatta per contendersi il primo posto della classifica. Essi finirono settimi su 16 dopo essere stati sconfitti dai Bulldogs nella prima settimana della fase finale. Rick Stone disse che non vide l'ora della sua prima partita fuori stagione nella squadra. Il 16 dicembre 2009 venne annunciato che il giocatore Danny Wicks fu preso in una retata antidroga in cui vennero confiscate droghe come anfetamina, cocaina ed ecstasy. Egli venne estromesso. Finalmente, Wicks rescisse il suo contratto perché non voleva continuare a portare vergogna al club e agli sponsor.
Per la stagione 2010 i Knights firmarono con McDonald's e Coca-Cola come sponsor principali.
Nel marzo 2010 Chris Houston è stato notificato con un preavviso di comparire al tribunale con le accuse di fornire ecstasy e cocaina. Egli venne escluso a tempo indeterminato dalla squadra.
Il giugno del 2010 ha segnato un buon periodo per i Knights dopo che vennero confermati gli ingaggi del Giocatore dell'anno della Toyota Cup 2009 Beau Henry con un contratto di tre anni, Il Trequarti centro dell'anno della Toyota Cup del 2009 Siuatonga Likiliki con un contratto di due anni e l'ex pilone internazionale australiano Antonio Kaufusi con un contratto di due anni. Nei pochi giorni successivi, i Knights confermarono anche gli ingaggi della stella attuale dei Queensland Maroons, Neville Costigan con un contratto di tre anni, e i promettente giovane avanti Kyle O'Donnell con un contratto di due anni.
I Knights finirono undicesimi nella stagione 2010. Mentre il club non giocò la fase finale, Adam MacDougall registrò il più alto numero di mete per il club e Akuila Uate eguagliò il più alto numero di mete in una stagione, marcando un altrimenti dimenticabile anno per i Knights.
Nel dicembre 2010, l'ex giocatore dei Knights Chris Houston venne assolto di tutte le accuse di droga e firmò nuovamente con il club per due anni.
Nel 31 March 2011, i Knights vennero ufficialmente acquistati dal magnate minerario Nathan Tinkler dopo un voto dei membri in cui Tinkler vinse per 97%.
Il 12 aprile 2011, i Knights confermarono l'ingaggio del 'supercoach' Wayne Bennett. Essi finirono ottavi nel 2011, essendo eliminati nella prima settimana della fase finale. Dopo la stagione 2011, i Knights cedettero 15 giocatori, ma altri nove giocatori noti vennero ingaggiati, includendo le leggende Danny Buderus e Timana Tahu, l'ala dei Kangaroos Darius Boyd e l'avanti dei Kangaroos Kade Snowden.
I Knights celebrarono 25 years nel campionato NRL nel 2012. Tuttavia, la stagione fu una dimenticabile. Il capitano Kurt Gidley venne colpito da un infortunio alla spalla prima della stagione, risultando nella sua mancanza per il resto dell'anno. La squadra non riuscì ad andare avanti e vinse solo 10 su 24 delle loro partite, finendo dodicesima. Durante quell'anno, il club ingaggiò Willie Mason e Dane Gagai ed entrambi provarono essere gli unici giocatori salienti in una stagione scarsa.
La stagione 2013 fu una miglior stagione per i Knights, finendo settimi in classifica ed entrando nella terza settimana della fase finale contro il Melbourne Storm a Melbourne nella seconda settimana della fase finale. Questa fu la prima volta in cui Knights ci riuscirono dal 2004, tuttavia, essi caddero contro i Roosters nella settimana successiva.
Nella terza giornata della stagione 2014 NRL, i Knights giocarono contro il Melbourne Storm all'AAMI Park, lo stadio di casa dello Storm. Brevemente prima dell'intervallo, l'avanti dei Knights Alex McKinnon venne coinvolto in un placcaggio su tre giocatori che coinvolse Jordan McLean e i fratelli Bromwich (Jesse and Kenny). McKinnon cadde sulle sue spalle dopo essere stato ribaltato, ma abbassò la sua testa e soffrì delle fratture alle sue vertebre C4 e C5. McLean fu sopraffatto dal dolore quando era di fronte al giudiziario della NRL che si rifiutò di guardare i numerosi replay dell'incidente. A McLean venne data una sospensione di sette match come risultato.
Dopo, nella diciannovesima giornata, la NRL tenne il 'Rise for Alex Round', dove per ogni biglietto venduto, 1 $ sarebbe donato a McKinnon per assistere le sue continue spese mediche e fondi di riabilitazione. McKinnon accompagnò i Knights nella loro sconfitta contro i Gold Coast Titans.
Nel 7 luglio 2015, l'allenatore Rick Stone venne dimesso dopo una scia di deludenti risultati, e Danny Buderus allenerabbe per il resto della stagione 2015. Nella ventiseiesima giornata contro i Panthers a Penrith, Il Newcastle perse per 30-12 per vincere il suo secondo cucchiaio di legno.
Il 9 settembre 2015, i Knights ingaggiarono Nathan Brown con un contratto di tre anni per allenare a partire dal 2016. Durante la stagione 2016, i Knights esordirono con 11 giocatori nella NRL, mentre persero il capitano Tariq Sims a metà stagione, per essere poi ceduto al St. George Illawarra. Contro il Cronulla nella decima giornata, Il Newcastle venne sconfitto per 62-0, la loro più grande sconfitta in casa e la seconda più grande sconfitta nella loro storia. Il Newcastle solo vincerebbe una sola partita in tutto l'anno, per vincere il cucchiaio di legno per una seconda stagione consecutiva, e terza in assoluto.
Il 2017 fu il trentesimo anno dei Knights nella NRL, ma fu un'altra stagione deludente per i Newcastle: finirono ultimi di nuovo, portando a casa il loro terzo cucchiaio di legno di fila.
Nel dicembre 2017, i Newcastle Knights espressero il loro interesse in richiedere una licenza per partecipare nella stagione inaugurale della NRL Women's, il campionato femminile della NRL.

## Colori e simboli
Nel 1988, i Newcastle Knights vennero ristabiliti per rappresentare il rugby a 13 nella regione di Hunter ancora una volta. Newcastle adottò il soprannome 'The Knights' (i cavalieri) come riferimento al suo patrimonio industriale come "città dell'acciaio". I colori della maglia, blu e rosso vennero adottati dalla squadra rappresentativa del distretto, che indossò maglie rosse calzoncini bianchi e calzettoni blu.

## Giocatori

### Capitani
Tutti i giocatori che furono capitani dei Newcastle Knights in prima squadra.
| Cap No. | Nome             | Anni come capitano     | Giornata di debutto     | Partite come capitano |
| ------- | ---------------- | ---------------------- | ----------------------- | --------------------- |
| 1.      | Sam Stewart      | 1988–90                | Giornata 1              | 40                    |
| 2.      | Glenn Miller     | 1988                   | GIornata 17             | 3                     |
| 3.      | Michael Hagan    | 1989–93                | Giornata 15             | 91                    |
| 4.      | Peter Johnston   | 1990                   | Giornata 8              | 1                     |
| 5.      | Mark Sargent     | 1994–95                | Giornata 1              | 26                    |
| 6.      | Robbie McCormack | 1994                   | Giornata 4              | 3                     |
| 7.      | Paul Harragon    | 1995–99                | Giornata 7              | 71                    |
| 8.      | Matthew Johns    | 1995–99                | Giornata 18             | 21                    |
| 9.      | Tony Butterfield | 1997, 1999–00          | Giornata 3              | 46                    |
| 10.     | Andrew Johns     | 1998, 2000–07          | Giornata 23             | 106                   |
| 11.     | Bill Peden       | 2000–02                | Giornata 10             | 13                    |
| 12.     | Ben Kennedy      | 2001, 2003–04          | Giornata 24             | 9                     |
| 13.     | Matt Parsons     | 2002–03                | Settimana fasi finali 2 | 5                     |
| 14.     | Steve Simpson    | 2003, 2006–10          | Giornata 15             | 18                    |
| 15.     | Danny Buderus    | 2004–08, 2012          | Giornata 7              | 67                    |
| 16.     | Robbie O'Davis   | 2004                   | Giornata 14             | 1                     |
| 17.     | Matthew Gidley   | 2004–05                | Giornata 17             | 2                     |
| 18.     | Craig Smith      | 2005                   | Giornata 14             | 3                     |
| 19.     | Jarrod Mullen    | 2007, 2010–11, 2013-14 | Giornata 11             | 21                    |
| 20.     | Kirk Reynoldson  | 2007                   | Giornata 13             | 1                     |
| 21.     | Adam Woolnough   | 2007                   | Giornata 16             | 1                     |
| 22.     | Kurt Gidley      | 2007–15                | Giornata 19             | 123                   |
| 23.     | Chris Houston    | 2008–09, 2012–13       | Round 13                | 5                     |
| 24.     | Daniel Tolar     | 2010                   | Giornata 14             | 1                     |
| 25.     | Wes Naiqama      | 2011                   | Giornata 16             | 2                     |
| 26.     | Beau Scott       | 2015                   | Giornata 1              | 2                     |
| 27.     | Trent Hodkinson  | 2016-17                | Giornata 1              | 30                    |
| 28.     | Jeremy Smith     | 2016                   | Giornata 1              | 21                    |
| 29.     | Tariq Sims       | 2016                   | Giornata 6              | 8                     |
| 30.     | Sione Mata'utia  | 2017                   | Giornata 8              | 15                    |
| 31.     | Jamie Buhrer     | 2017-18                | Giornata 18             | 16                    |
| 32.     | Mitchell Pearce  | 2018                   | Giornata 1              | 7                     |
| 33.     | Aidan Guerra     | 2018                   | Giornata 8              | 1                     |

### Squadra dell'Era
Nell'agosto 2007, i Knights annunciarono la loro squadra dei 20 years. Questa squadra fu:

## Allenatori
- Allan McMahon (1988–1991)
- David Waite (1991–1994)
- Mal Reilly (1995–1998)
- Warren Ryan (1999–2000)
- Michael Hagan (2001–2006)
- Brian Smith (2007–14 August 2009)[10]
- Rick Stone (15 August 2009 – 2011)
- Wayne Bennett (2012–2014)
- Rick Stone (2015–26 July 2015)
- Danny Buderus (27 July 2015 – 2015)
- Nathan Brown (2016–attuale)

## Maglia

### Fornitori
- Good Fellows (1988–94)
- Peerless (1995–1996)
- Canterbury (1997–1999)
- Fila (2000–2001)
- ISC (2002–2007)
- KooGa (2008–2010)
- XBlades (2011)
- ISC (2012–attuale)

### Newcastle Knights - Maglie primarie
| 1988-1996    | 1997-2000 | 2001-2004 | 2005-2007 |
| ------------ | --------- | --------- | --------- |
|              |           |           |           |
| 2008-2010    | 2011-2012 | 2013-2014 | 2015–2016 |
|              |           |           |           |
| 2017-present |           |           |           |
|              |           |           |           |

### Newcastle Knights - Maglie secondarie
| 2000-2002    | 2003-2005 | 2006-2007 | 2008-2009 |
| ------------ | --------- | --------- | --------- |
|              |           |           |           |
| 2010-2011    | 2012      | 2013      | 2014-2015 |
|              |           |           |           |
| 2016–present |           |           |           |
|              |           |           |           |

### Newcastle Knights - Altre maglie
| 1988 Trial           | 2008 Retrò | 2009-2011 Retrò | 2012 Retrò |
| -------------------- | ---------- | --------------- | ---------- |
|                      |            |                 |            |
| 2014 Women In League | 2015 Retrò |                 |            |
|                      |            |                 |            |

## Record Assoluti di Vittorie e Sconfitte
| Games | Wins | Drawn | Losses |
| ----- | ---- | ----- | ------ |
| 702   | 341  | 16    | 345    |

Aggiornato nel 5 August 2016. Fonte:

## Sponsor principali
- Henny Penny (1988–1990)
- BP (1991–1993)
- Stockland (1995–1997)
- Impulse Airlines (1998-2001)
- Flight Centre (2001)
- QantasLink (2002–2004)
- Coal & Allied (2005–2011)
- Hunter Ports (2012–2014)
- Newpave Asphalt (2015–2016)
- nib Health Funds (2017–attuale)

## Palmares
Premiership: 2 (1997*, 2001)
Finals Series: 13 (1992, 1995, 1997*, 1998, 1999, 2000, 2001, 2002, 2003, 2006, 2009, 2011, 2013)
Cucchiai di legno: 4 (2005, 2015, 2016, 2017)
* solo stagione ARL

## Record e statistiche di club

### Record individuali

#### Carriera
Più partite
- Danny Buderus 257

Più punti
- Andrew Johns 2,176

Più mete
- Akuila Uate 110

Più calci piazzati
- Andrew Johns 917

#### Stagione
Più punti
- Andrew Johns (2001) 279

Più mete
- Akuila Uate (2010) 21
- Timana Tahu (2002) 21

#### Partite
Più punti
- Andrew Johns (Giornata 21, 2001) 34 v Canberra

Più mete
- James McManus (Giornata 16, 2013) 4 v Gold Coast
- Akuila Uate (Giornata 26, 2011) 4 v South Sydney
- Cooper Vuna (Giornata 24, 2010) 4 v Brisbane
- Andrew Johns (Giornata 21, 2001) 4 v Canberra
- Adam MacDougall (Giornata 20, 2001) 4 v New Zealand
- Darren Albert (Giornata 3, 2000) 4 v Wests Tigers

Più calci piazzati
- Andrew Johns (Giornata 2, 2006) 11 v Canberra

## Tifosi
I tifosi dei Newcastle Knights vennero descritti come i più fanatici della NRL and in 2008, 2011 and 2012, were the third best supported club in the league. Nel 2008, la media di spettatori in casa era 18,750, 19,186 nel e 20,919 nel 2012. Nel 2012, i Knights ebbero il maggior pubblico in Monday Night Football dell'anno con 18,637 tifosi nella sedicesima giornata.